# Maccabi Bnei Reina
Maccabi Bnei Reina (hebräisch מוֹעֲדוֹן כַּדּוּרֶגֶל מַכַּבִּי בְּנֵי רֵינָה Mōʿadōn Kadūregel Makkabī Bnei Réina, deutsch ‚Fußballclub Makkabi Söhne Reinas‘, arabisch مكابي ابناء الرينة, DMG Makkābī Abnāʾ al-Rainah) ist ein israelischer Fußballverein aus Reina. Der Verein spielt in der höchsten israelischen Liga, der Ligat haʿAl.

## Geschichte
In den 1990er und 2000er Jahren spielte Maccabi Bnei Reina in der fünften israelischen Liga ohne nennenswerte Erfolge. 2008 wurde der Verein aufgelöst und 2016 vom lokalen Geschäftsmann Saʿeed Basul neu gegründet. Am Ende der Saison 2016/2017 belegte das Team den ersten Platz und stieg in vierte Liga auf.
Beim nationalen Pokalwettbewerb qualifizierte sich der Verein 2019/20 für das Achtelfinale, verlor jedoch mit 1:3 gegen Beitar Jerusalem. Am Ende der Saison stieg der Verein in die drittklassige Liga Alef auf. Am 23. September 2020 entschied die IFA, dass der Klub in der folgenden Saison in der Liga Alef spielen sollte, nachdem die vorherige Saison aufgrund der COVID-19-Epidemie unterbrochen wurde.
Am 6. Mai 2022 stieg der Verein nach einem 1:0-Sieg gegen HaPoʿel Umm al-Fahm zum ersten Mal in die Ligat haʿAl auf. Damit schaffte das Team drei Aufstiege in Folge.
Am 3. Oktober 2022 erzielte der Verein nach dem 3:2-Sieg gegen Beitar Jerusalem seinen ersten Sieg in der höchsten Spielklasse. In dieser Saison war es der einzige Verein, der gegen Meister Maccabi Haifa ohne Niederlage und ohne Gegentor blieb.

## Erfolge
- Israelischer Zweitligameister: 2021/22

## Stadion
Bis 2021 spielte Bnei Reina im städtischen Stadion. Seit dem Aufstieg des Vereins in die Liga Leʾummit 2020 trägt der Verein seine Heimspiele im Green-Stadion von Nof HaGalil aus. Es hat ein Fassungsvermögen von 5.200 Zuschauern.